# 민선e
민선e(본명: 김민선, 1991년 2월 25일~)은 대한민국의 여자 발라드 가수이자. 2011년 ~ 2012년 파기돌스 & 몽실이 시스터즈 멤버였다.

## 학력
- 영훈고등학교 (졸업)

## 앨범
- 2020년 《꽃 flower》
- 2020년 《맛 좀 보실래요? OST Part 2》
- 2019년 《like the moon》
- 2012년 《룰더 스카이》
- 2010년 《눈물 뒤에 숨다 (Digital Single》
- 2009년 《사랑아... (드리밍 프로젝트 Vol 1》
- 2010년 《Love Sing》

## 방송
- 2009년 mnet 《슈퍼스타K》